# Mols Hoved
Mols Hoved är en udde på halvön Mols i Danmark.   Den ligger i Region Mittjylland, i den centrala delen av landet, 140 km väster om Köpenhamn.
Närmaste större samhälle är Århus, 12 km väster om Mols Hoved. Trakten runt Mols Hoved består till största delen av jordbruksmark.